# Hịch tướng sĩ
Dụ chư tì tướng hịch văn (chữ Hán: 諭諸裨將檄文) là bài hịch bằng văn ngôn do Hưng Đạo vương Trần Quốc Tuấn soạn cuối thế kỷ 13 trước cuộc chiến tranh Đại Nguyên–An Nam thứ nhì.

## Lịch sử
Tháng 12 năm Giáp Thân 1284, hiệu Thiệu Bảo năm thứ 6, đời Trần Nhân Tông, đại binh Thoát Hoan tiến đánh Chi Lăng, Hưng Đạo Vương Trần Quốc Tuấn thất thế đưa quân chạy về Vạn Kiếp. Vua Trần Nhân Tông thấy thế giặc mạnh, cho mời Hưng Đạo Vương về Hải Dương mà phán rằng: "Thế giặc to như vậy, mà chống với chúng thì dân chúng bị tàn sát, nhà cửa bị phá hại, hay là trẫm sẽ chịu hàng để cứu muôn dân?". Hưng Đạo Vương mới tâu: "Bệ hạ nói câu ấy là lời nhân đức, nhưng tông miếu xã tắc thì sao? Nếu Bệ hạ muốn hàng, xin trước hết hãy chém đầu thần đi đã, rồi sau hãy hàng!". Vua nghe vậy liền yên lòng.
Hưng Đạo Vương trở về Vạn Kiếp hiệu triệu 30 vạn quân Nam, thảo bài Dụ chư tì tướng hịch văn để khuyên răn tướng sĩ, đại ý khuyên binh sĩ học tập và rèn luyện võ nghệ, khuyên các tướng học tập trận pháp theo sách Binh thư yếu lược, chuẩn bị cho cuộc chiến tranh Đại Nguyên–An Nam thứ nhì.

## Phong hóa
Đương thời, tác phẩm được soạn với mục đích giáo huấn bọn gia thuộc trong thái ấp Hưng Đạo vương, không có bất cứ ảnh hưởng gì đối với bình diện xã hội, mãi về sau do được chép trong Đại Việt sử ký toàn thư mới được hậu thế biết. Tuy nhiên, ở hậu kì hiện đại, tác phẩm được gắn với các trào lưu chủ nghĩa dân tộc để được tôn sùng làm thiên cổ hùng văn. Thậm chí, nhiều dị bản phổ biến hơn cổ bản còn tìm cách dập xóa câu chữ gốc sao cho hợp ý người hiện đại.
Theo cổ sử, địa danh An Nam xuất hiện năm 679 với việc triều Đường Cao Tông đổi Giao Châu tổng quản phủ (từ 622) thành An Nam đô hộ phủ (安南都護府). Về mặt pháp lý, địa danh này tương ứng các cơ quan An Bắc (nay thuộc Bắc Bộ CHND Trung Hoa), An Đông (nay thuộc bán đảo Cao Ly), An Tây (nay thuộc Tây Bộ CHND Trung Hoa). Kể từ đó đến cả sau khi giành tự chủ, An Nam là cách gọi chính thức trong giao thiệp giữa triều đình Việt Nam với triều đình Trung Hoa, trong khi người Cao Ly, Nhật Bản và muộn hơn là người Âu châu thường gọi Giao Chỉ. Trong các văn kiện từ đầu thế kỉ XX về trước, người Việt Nam thường xưng An Nam quốc (安南國) hoặc Nam quốc khi đề cập bản xứ. Ban đầu, triều đình Trung Hoa chấp thuận danh xưng An Nam quốc nhưng vẫn gọi phiếm Nam bang hoặc Giao Chỉ quốc, từ triều Mạc vì viện cớ Mạc Thái Tổ tiếm vị trái lễ nghĩa nên hạ xuống An Nam đô thống sứ ti (安南都統使司). Trong khoảng một ngàn năm tự chủ, mặc dù đa số triều đại đều chọn Đại Việt làm quốc danh chính thức, nhưng lối gọi này không được phần đông hưởng ứng nên thường tồn tại trong các văn kiện pháp lý và có tính nội bộ. Mãi tới khi triều Thanh suy vi, hoàng đế Nguyễn Thánh Tổ mới ban đạo dụ nhất quán gọi Đại Nam quốc, tuy nhiên danh xưng An Nam vẫn không dứt, đây không phải từ ngữ hàm ý miệt thị hay sỉ nhục như mãi sau này nhiều người ngộ nhận vì không biết đọc cổ văn, nó hàm chứa nhiều ý nghĩa tự hào về văn minh cổ điển Á Đông.
Cũng theo các văn bản Hán Nôm hiện tồn, đối với những quốc gia hoặc bộ lạc lân cận, quân chủ Việt lại thường xưng Trung Hoa, Trung Quốc, Trung Châu, Trung Hạ, Hoa Hạ, tự coi Hán nhân, nhằm để ví vùng trực tiếp cai trị là lõi Hán quyển ở phương Nam. Tuy vậy, khi các văn bản này được phiên dịch hoặc ấn hành theo phương thức hiện đại, đa số bị cắt bỏ hoặc xuyên tạc cũng vì lí do kì thị xen lẫn mặc cảm. Điển hình trứ tác Dụ chư tì tướng hịch văn trong cổ bản có câu "Vi trung quốc chi tướng, thị lập di tú nhi vô phẫn tâm" (為中國之將侍立夷宿而無忿心), chữ "trung" (中) bị sửa thành "bang" (邦). Về mặt kết cấu, trứ tác tiếp thụ ảnh hưởng ý thức hệ hoa di, coi triều Nguyên là man tộc đã xâm phạm cõi Hoa Hạ thông qua việc tận diệt hai triều đình Đại Kim và Đại Tống, tức những đại diện chính thống của văn minh Hán quyển. Vì thế, An Nam và những phần còn lại của văn hiến Hoa Hạ phải lĩnh trọng trách giữ lấy lẽ chính thống và lề thói tổ tông. Bản thân tác giả phiếm xưng dư (余) là lối nói rất long trọng, vốn chỉ dành cho bậc quyền quý, do đó nêu bật được sức nặng của tác phẩm đối với kẻ nghe.

### Tư liệu
- Hịch tướng sĩ tại Từ điển bách khoa Việt Nam
- Đinh bộ lĩnh - Huyền thoại và lịch sử
- Có phải là loạn 12 sứ quân
- Những mảnh lịch sử của 11 thế kỉ trước
- Lịch sử từ phe chiến thắng
- Nhân dân vẫn yêu quý những người giữ nước giúp dân
- Stuart-Fox, Martin (2003), China and Southeast Asia: Tribute, Trade and Influence, Allen & Unwin, ISBN 1-86448-954-5
- Lockard, Craig (2009), Southeast Asia in World History, Oxford University Press, ISBN 978-0-19-516075-8
- Tarling, Nicholas (1992), The Cambridge History of Southeast Asia, Volume one: From Early Times to C. 1800, Cambridge University Press, ISBN 0-521-35505-2
- Taylor, Keith Weller (1991), The Birth of Vietnam, University of California Press, ISBN 0-520-07417-3
- Thiện Đỗ (2003), Vietnamese supernaturalism: views from the southern region, Routledge, ISBN 0-415-30799-6
- Wolters, O. W. (2009), Monologue, Dialogue, and Tran Vietnam, Cornell University Library, hdl:1813/13117